# Католицька церква в Домініканській Республіці

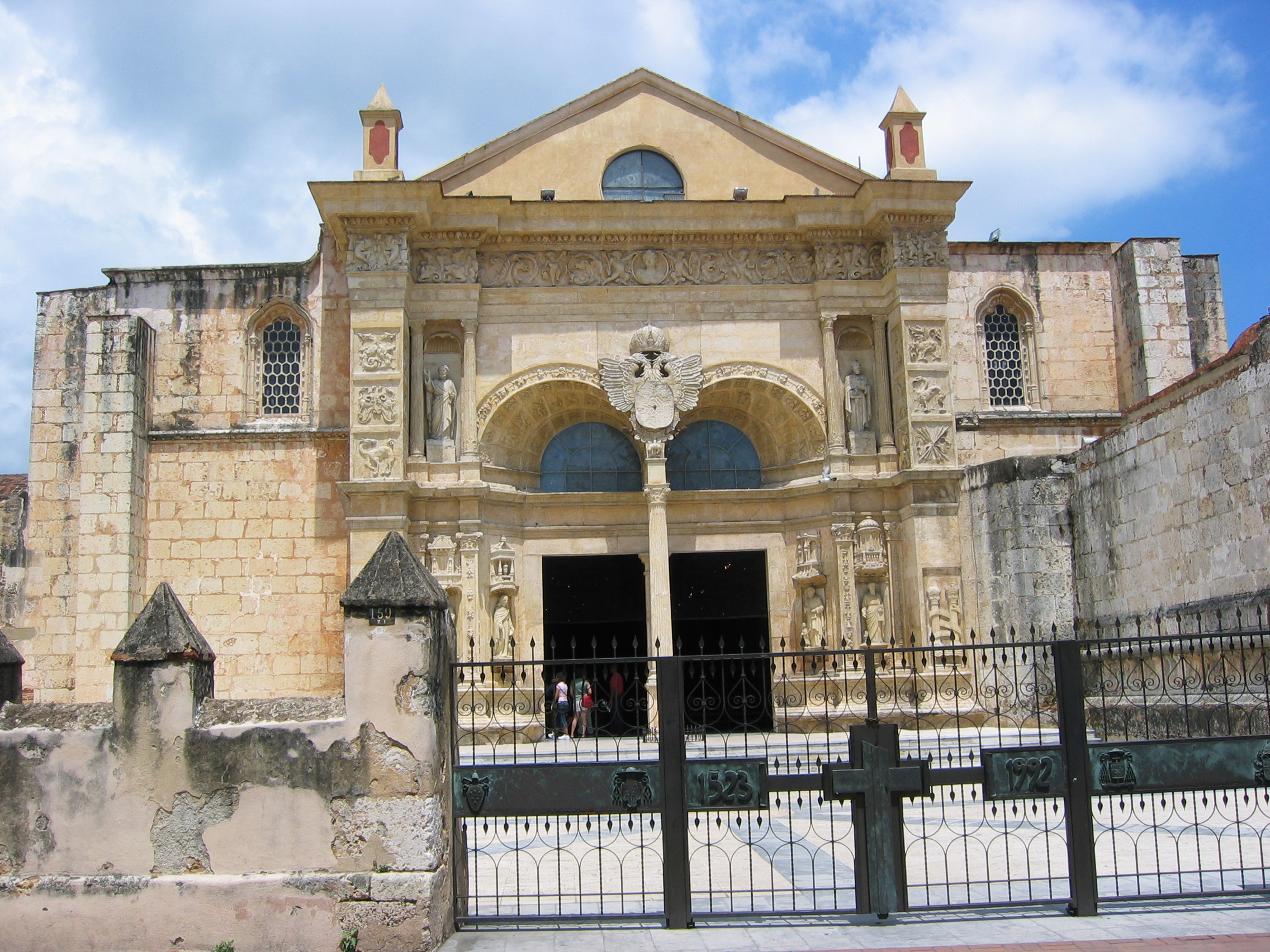

Като́лицька це́рква в Домініка́нській Респу́бліці — найбільша християнська конфесія Домініканської Республіки. Складова всесвітньої Католицької церкви, яку очолює на Землі римський папа. Керується конференцією єпископів. Станом на 2004 рік у країні нараховувалося близько 8 039 000 католиків (86,03% від усього населення). Існувало 12 діоцезій, які об'єднували 569 церковних парафій.  Кількість  священиків — 878 (з них представники секулярного духовенства — 424, члени чернечих організацій — 454), постійних дияконів — 363, монахів — 605, монахинь — 1723.

## Статистика
Згідно з «Annuario Pontificio» і Catholic-Hierarchy.org:
| Рік | Населення | Населення | Населення | Священики | Священики | Священики | Священики           | Диякони | Ченці    | Ченці | Парафії |
| Рік | католики  | загалом   | %         | загалом   | секулярні | ченці     | вірних на священика | Диякони | чоловіки | жінки | Парафії |
| --- | --------- | --------- | --------- | --------- | --------- | --------- | ------------------- | ------- | -------- | ----- | ------- |

## Діоцезії
Шаблон:Католицька церква в Домініканській Республіці